# Bazédoxifène
Le bazédoxifène est un médicament de la classe des modulateurs sélectifs du récepteur des œstrogènes, agissant « comme un agoniste au niveau de l’os et partiellement au niveau du métabolisme des lipides et comme un antagoniste au niveau des tissus mammaires et utérins. » Il s’utilise chez les femmes ménopausées pour diminuer le renouvellement osseux, augmentant la densité osseuse au niveau vertébral lombaire et permettant ainsi de diminuer les fractures vertébrales. 
Il a aussi été étudié comme traitement possible des cancers du sein et du pancréas. C'est un membre du groupe des 2-phénylindoles des SERM (Selective estrogen receptor modulator (en)) comme le 
zindoxifène (en), le 
pipendoxifène (en) ou le raloxifène.